# Un soir en Toscane
Pour plus de détails, voir Fiche technique et Distribution.
Un soir en Toscane est un film dramatique américano-polonais réalisé par Jacek Borcuch, sorti en 2019.

## Fiche technique
- Titre original : Dolce fine giornata
- Réalisation : Jacek Borcuch
- Scénario : Jacek Borcuch, Marcin Cecko et Szczepan Twardoch
- Décors : Elwira Pluta
- Costumes : Malgorzata Karpiuk
- Photographie : Michał Dymek
- Montage : Przemysław Chruścielewski
- Musique : Daniel Bloom
- Producteur : Marta Habior et Marta Lewandowska
  - Coproducteur : Michal Cechnicki, Tomasz Dukszta, Dymitr Solomko et Michal Turnau
- Société de production : No Sugar Films
  - Coproduction : Tank Production, Aeroplan et Motion Group
- Sociétés de distribution : New Story
- Pays d'origine :  Pologne et  États-Unis
- Langue originale : polonais et italien
- Format : couleur
- Genre : Drame
- Durée : 96 minutes
- Dates de sortie :
  - États-Unis :
    - 28 janvier 2019 (Sundance)

  - Pologne : 10 mai 2019
  - France : 
    - 2 décembre 2019 (Paris)
    - 5 février 2020 (en salles)

## Distribution
- Krystyna Janda : Maria
- Kasia Smutniak : Anna
- Vincent Riotta (en) : Lieutenant Lodovici
- Antonio Catania : Antonio
- Lorenzo de Moor : Nazeer
- Robin Renucci : le journaliste
- Mila Borcuch
- Arjun Talwar